# Raddon-et-Chapendu
Raddon-et-Chapendu ist eine französische Gemeinde im Département Haute-Saône in der Region Bourgogne-Franche-Comté.

## Geographie
Raddon-et-Chapendu liegt auf einer Höhe von 346 m über dem Meeresspiegel, sieben Kilometer ostnordöstlich von Luxeuil-les-Bains und etwa 35 Kilometer nordöstlich der Stadt Vesoul (Luftlinie). Das Dorf erstreckt sich im nördlichen Teil des Departements, in den südwestlichen Ausläufern der Vogesen in der Talniederung des Breuchin, am Eingang in das Tal des Raddon.
Die Fläche des 12,50 km² großen Gemeindegebiets umfasst einen Abschnitt der von Tälern durchzogenen Plateaulandschaft am Westrand der Vogesen. Die südliche Grenze verläuft in der Alluvialniederung des Breuchin, reicht jedoch nur an wenigen Orten bis zum Flusslauf hinunter. Die Talaue liegt auf durchschnittlich 330 m und weist eine Breite von rund einem Kilometer auf. Bei Raddon mündet von Norden her das Tal des gleichnamigen Seitenbachs. Östlich des Raddon-Tals reicht der Gemeindeboden den Hang des Grand Ban hinauf (bis 480 m).
Von der Niederung des Breuchin erstreckt sich das Gemeindeareal nordwärts über einen dicht bewaldeten Steilhang bis auf die angrenzenden Hochflächen von Chapendu, die überwiegend mit Wald bestanden sind (Forêt de Raddon). Dazwischen gibt es einige Rodungsinseln. Mit 497 m wird ganz im Nordosten die höchste Erhebung von Raddon-et-Chapendu erreicht. Die nördliche Abgrenzung markiert das Tälchen der Rôge, eines Zuflusses der Lanterne. Das gesamte Gemeindegebiet gehört zum Regionalen Naturpark Ballons des Vosges.
In geologisch-tektonischer Hinsicht bestehen die Höhen überwiegend aus kristallinem Grundgestein. Auf den Hochflächen sind zum Teil Reste von Sedimenten aus der Lias (Unterjura) zu finden. Die Täler sind mit Ablagerungen des Tertiärs und des Pleistozäns gefüllt.
Die Doppelgemeinde besteht aus den Ortsteilen Raddon (346 m) im Tal des Breuchin, Chapendu (435 m) in einer Waldlichtung auf der Hochfläche nördlich des Breuchin-Tals, Les Forges (425 m) im Tal der Rôge und einigen Gehöften. Nachbargemeinden von Raddon-et-Chapendu sind Fougerolles-Saint-Valbert mit Fougerolles und Saint-Bresson im Norden, Amage im Osten, Breuchotte im Süden sowie Froideconche im Westen.

## Geschichte

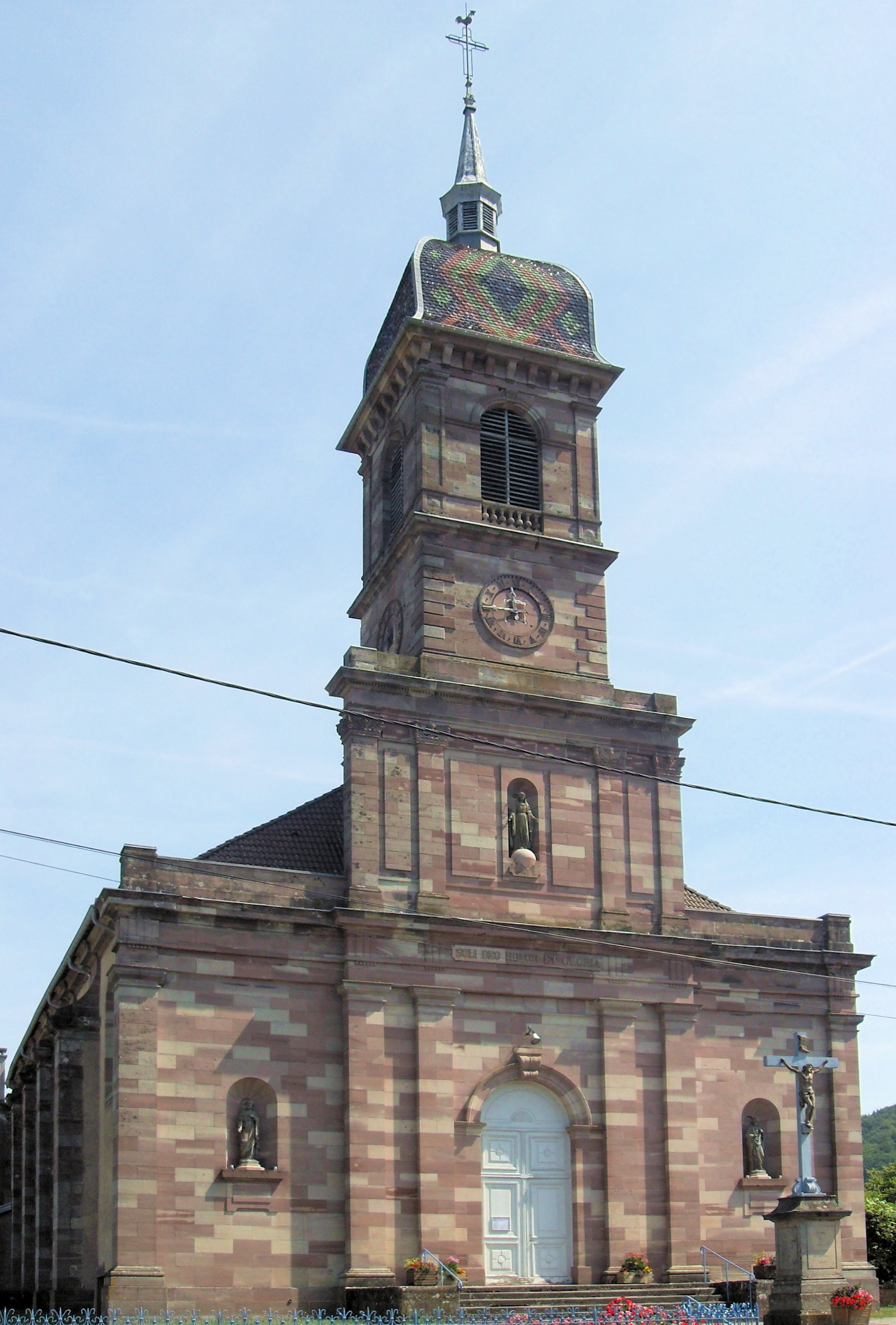
Kirche Mariä Heimsuchung

Erstmals urkundlich erwähnt wurde Raddon im Jahr 1258 unter dem Namen Randon. Im Mittelalter gehörten Raddon und Chapendu zur Freigrafschaft Burgund und darin zum Gebiet des Bailliage d’Amont. Die lokale Herrschaft hatten die Herren von Faucogney inne. 1424 erhielten die Bewohner gewisse Freiheitsrechte zugesprochen. Zusammen mit der Franche-Comté gelangten beide Dörfer mit dem Frieden von Nimwegen 1678 definitiv an Frankreich. Seit der Zeit der Französischen Revolution bilden Raddon und Chapendu eine Doppelgemeinde. Im Lauf des 19. Jahrhunderts entwickelte sich Raddon zu einem Standort für Gewerbe und Industrie (Mühlen, eine Ölmühle und Papierfabrik, Steinbrüche, Textilindustrie). Heute ist Raddon-et-Chapendu Mitglied des Gemeindeverbandes Pays de Luxeuil.

## Bevölkerung
| Jahr                       | 1962 | 1968 | 1975 | 1982 | 1990 | 1999 | 2006 | 2019 |
| Einwohner                  | 827  | 822  | 798  | 779  | 791  | 835  | 895  | 829  |
| Quellen: Cassini und INSEE |      |      |      |      |      |      |      |      |

Mit 852 Einwohnern (1. Januar 2022) gehört Raddon-et-Chapendu zu den mittelgroßen Gemeinden des Départements Haute-Saône. Den bisherigen Höchststand bezüglich der Einwohnerzahl erreichte Raddon-et-Chapendu in der Zeit um 1910 mit rund 1230 Einwohnern. Nachdem die Einwohnerzahl in der ersten Hälfte des 20. Jahrhunderts deutlich abgenommen hatte, wurden zwischen 1950 und 2000 nur noch relativ geringe Schwankungen verzeichnet. Seither wurde wieder ein leichtes Bevölkerungswachstum beobachtet.

## Sehenswürdigkeiten
Die Dorfkirche Mariä Heimsuchung (Église de la Visitation) in Raddon wurde im 19. Jahrhundert nach Plänen des Architekten Grandmougin erbaut und besitzt eine Fassade im klassischen Stil (Buntsandstein). Zur Ausstattung gehören der Altar aus dem 18. Jahrhundert, Täfelungen im Chorraum und eine Madonnenstatue aus dem 17. Jahrhundert. In der Umgebung von Raddon stehen mehrere Kalvarienberge.

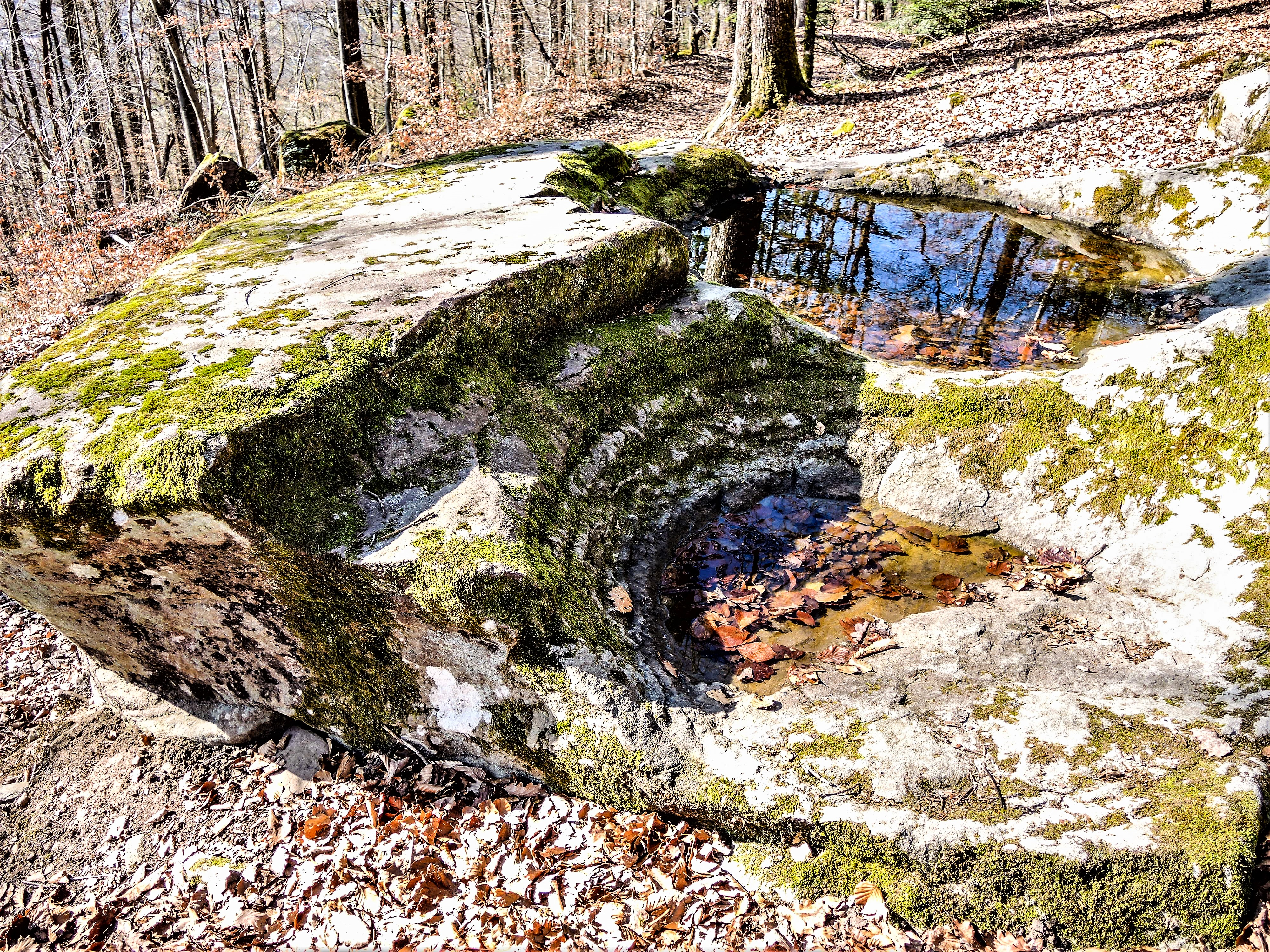
Pierre aux sacrifices – der Opferstein

## Wirtschaft und Infrastruktur
Raddon-et-Chapendu machte schon früh die Entwicklung zu einem industriell und durch Gewerbe geprägten Standort durch. Heute gibt es verschiedene Betriebe des Klein- und Mittelgewerbes, vor allem in den Branchen Telekommunikation, Holzverarbeitung und Feinmechanik. In den letzten Jahrzehnten hat sich das Dorf auch zu einer Wohngemeinde gewandelt. Viele Erwerbstätige sind deshalb Wegpendler, die in den größeren Ortschaften der Region Luxeuil ihrer Arbeit nachgehen.
Die Ortschaft liegt abseits der größeren Durchgangsachsen an einer Departementsstraße, die von Luxeuil-les-Bains nach Rupt-sur-Moselle führt. Weitere Straßenverbindungen bestehen mit Fougerolles, Saint-Bresson und Magnivray. Der nächste Bahnhof befindet sich in Luxeuil-les-Bains.